# Генрік Аґерсборґ
Генрік Аґерсборґ (норв. Henrik Agersborg, 5 липня 1872 — 23 травня 1942) — норвезький яхтсмен.
Бронзовий призер Олімпійських Ігор 1920 року в класі 6 метрів (за правилами 1907 року).